# Kajak

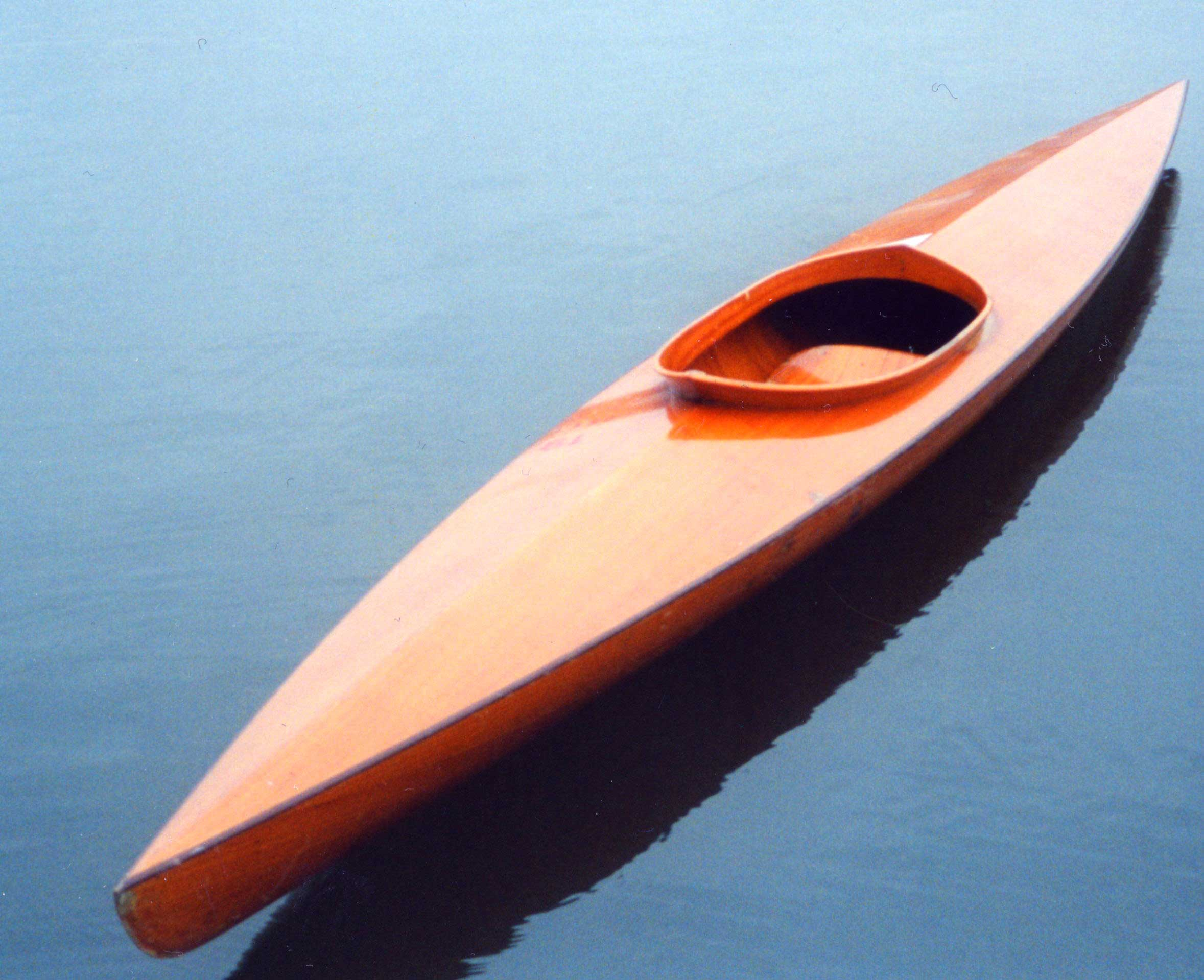

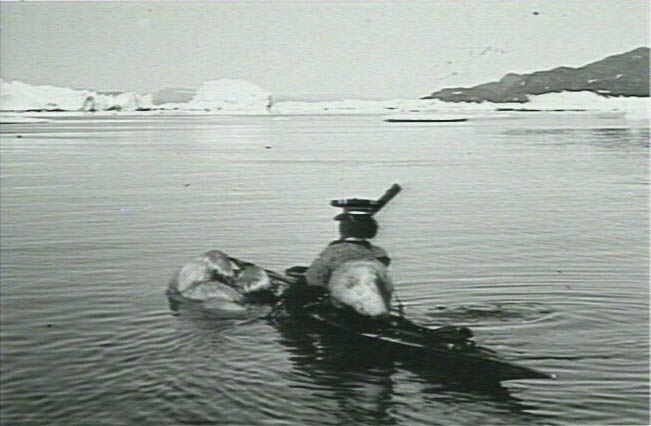
Grónský lovec medvědů ve svém kajaku

Kajak je malé obvykle pádlem poháněné plavidlo původem ze severských oblastí. Eskymáci je používali k lovu a dopravě. K pohánění kajaku se používá oboustranné kajakářské pádlo – tzv. dvojpádlo, na rozdíl od jednostranného pádla u kanoe. V kajaku se sedí. Uzavřený kajak se používá i k sjíždění obtížně splavných toků a v některých sportovních disciplínách.

## Materiály pro výrobu
- dřevo
- sklolaminát
- kompozit
- termoplast
- polyesterová tkanina s nánosy syntetických kaučuků

## Typy kajaků

### Mořský kajak
Mořský kajak je obvykle dlouhý přibližně 5 metrů, úzký a rychlý. Je stabilní a snadno projíždí vlnami. U uzavřených typů se používá šprajda alias špricdeka. Často umožňuje uložení zavazadel ve vodotěsných komorách. Na rozdíl od kajaků na divokou vodu se používá i verze pro 2–3 osoby.

### Kajaky na divokou vodu
Kajaky na divokou vodu se obvykle vyrábějí z plastu, který odolává prasknutí i oděru. Jsou vždy uzavřené. Kajaky jsou kratší, od 2 do 3 metrů délky. Dno je ploché, nebo oblé. Výtlak mají 100 až 300 litrů. Vnější tvar umožňuje velmi dobrou manévrovatelnost, snadno se eskymuje. Nedosahují velkých rychlostí.

#### Creek kajak
Kajak „creekovka“ je kajak určený pro sjíždění toků s velkým spádem, často i s vodopády. Je pevnější, má velký výtlak, oblé špičky, podélný profil ve tvaru širokého U. Důležitá je bezpečnost.

#### Rodeo kajak
Rodeo kajak (freestyle kajak) je kajak určený pro ježdění na jednom místě, vlně nebo válci. Umožňuje dělat akrobatické figury, je velmi obratný, má ploché dno, je velmi krátký (i 2 metry), výtlak je soustředěn kolem límce, není pohodlný – má velmi málo místa pro nohy.

#### Playboat kajak
Playboat spojuje vlastnosti creek kajaku a rodeo kajaku. Je určen pro bezpečné sjíždění divokých řek, zachovává si hravost.

#### Slalomový kajak
Je určen pro slalom na divoké vodě. Kajaky jsou velmi ploché, obratné a rychlé.

### Sjezdový kajak
Sjezdový kajak je určen rychlý sjezd divoké vody. Kajaky jsou lehké, dlouhé, rychlé a méně obratné.

### Rychlostní kajak
Používá se na klidné vodě nebo mírně tekoucí. Rychlostní kajak je sportovní náčiní používané v olympijském sportu nazývaném rychlostní kanoistika. Kajaky jsou jednomístné, dvojmístné a čtyřmístné. Jsou velmi vratké a je obtížné se na nich udržet, primárně jsou určeny na dosažení maximální rychlosti na klidné vodě pomocí pádla a vlastní síly.